# زنان در دانمارک
زنان در دانمارک چه در شخصیت مدرن یا وضعیت تاریخی آنان تحت تأثیر جنبش زنان و مشارکت سیاسی در تاریخ دانمارک قرار دارد. از علائم برجسته تاریخچه جنبش زنان در زمینه‌های سیاسی، حق رای زنان و پیشرفت در ادبیات، است که در میان دیگران برجسته می‌شود.